# Закон Релея — Джинса
Закон Ре́лея — Джи́нса (англ. Rayleigh–Jeans law) — формула, що описує частотну та температурну залежності інтенсивності рівноважного випромінювання абсолютно чорного тіла при малих частотах (великих довжинах хвиль).
{\displaystyle Q_{\nu }={\frac {2\pi \nu ^{2}}{c^{2}}}k_{B}T},
де {\displaystyle Q_{\nu }} — енергія випромінювання в спектральному проміжку між частотами {\displaystyle \nu } та {\displaystyle \nu +d\nu }, c — швидкість світла, {\displaystyle k_{B}} — стала Больцмана, T — температура.
Інша форма запису (через довжини хвилі):
{\displaystyle Q_{\lambda }={\frac {2\pi c}{\lambda ^{4}}}k_{B}T},
де {\displaystyle Q_{\lambda }} — енергія випромінювання в проміжку довжин хвилі від {\displaystyle \lambda } до {\displaystyle \lambda +d\lambda }.
Формулу отримали в 1905 році англійські фізики Джон Вільям Релей та Джеймс Гопвуд Джинс, виходячи з класичних міркувань. Вона добре описує спектр випромінювання абсолютно чорного тіла при малих частотах, однак передбачає невпинне зростання інтенсивності із збільшенням частоти, що отримало назву ультрафіолетової катастрофи. Розв'язок проблеми ультрафіолетової катастрофи привів Макса Планка до гіпотези випромінювання світла квантами, що було першим кроком до побудови квантової механіки.
Для отримання фомули Релей та Джинс виходили з припущення, що в стані, коли випромінювання перебуває в термодинамічній рівновазі з тілом, на кожну моду випромінювання припадає енергія {\displaystyle k_{B}T/2}, за законом про рівномірний розподіл енергії.